# Yves Riou
Yves Hippolyte Jean Marie Riou, né le 18 mai 1849 à Guingamp (Côtes-du-Nord) et mort le 22 juillet 1902 dans la même ville, est un avocat et homme politique français. Maire, puis député de sa ville natale, il a présidé à son important développement urbain.

## Vie publique
Ses parents possédant des biens fonciers, il peut faire des études et devenir avocat. C'est dès l'âge de 30 ans qu'il est élu maire de sa ville. Cela l'amène à se présenter aux élections départementales et à devenir conseiller général du canton de Guingamp en 1886.
Aux élections législatives de mai 1898, il bat le député conservateur (Union des droites) sortant, François Chrestien de Tréveneuc, au nom des Républicains progressistes.
Il est un modéré qui condamne les extrêmes et souhaite un renforcement militaire par un service de deux ans et l'alliance franco-russe. Il défend le protectionnisme qui a apporté une prospérité certaine dans les campagnes. Il prône aussi la liberté de conscience pour ne pas heurter les catholiques.
Il fait partie de la commission de la décentralisation et accorde son soutien aux idées régionalistes naissantes en Bretagne et se rend en juillet 1901 à Cardiff pour être accepté comme barde par le Gorsedd des bardes de l'Île de Bretagne, en compagnie d'Anatole Le Braz et de Charles Le Goffic. C'est, dans sa ville, qu'avait été créée, en 1899, l'institution « bardique » fille du Gorsedd gallois, le Gorsedd de Bretagne.
Il est battu aux élections législatives de 1902 et décède peu de temps après.